# Megachile coniformis
Megachile coniformis är en biart som beskrevs av Heinrich Friese 1922. Megachile coniformis ingår i släktet tapetserarbin, och familjen buksamlarbin. Inga underarter finns listade i Catalogue of Life.